# Oigny, Loir-et-Cher

Oigny este o comună în departamentul Loir-et-Cher, Franța. În 1 ianuarie 2018 avea o populație de 90 de locuitori.